# Тоса
Тоса ину (на японски: 土 佐 闘 犬) или само Тоса е японска порода кучета. „Тоса“ е породата, а „ину“ означава „куче“ на японски. Името на породата идва от префектура Тоса, от където произхождат тези кучета. В Япония тази порода е едно от националните японски съкровища. Тоса е символ на предаността, незабравата и приятелството.

## Външен вид
Тоса ину е сравнително голямо куче. Височината в холката за мъжките е в диапазона 60 – 80 см, а за женските – 50 – 70 см. Масата варира между 20 и 80 кг. Тези кучета има набито телосложение.

### Характер
Тоса ину е много гордо, предано, силно и покровителствено куче, което го прави отличен пазач. Породата е самоуверена и има силна воля, което понякога създава трудности в дресировката.

## Здраве
Средната продължителност на живота на Тоса е 15 – 25 години.

## Грижи
За външния вид на Тоса са нужни грижи веднъж седмично. Те са с различна интензивност в зависимост от сезонното линеене. Добре е да се отглеждат на открито, а не в апартамент, освен ако не им се осигуряват много разходки.